# 西蒙·孔波雷
西蒙·孔波雷（法語：Simon Compaoré；1952年9月19日—）是布基納法索政治家，於1995年至2012年擔任布基納法索首都瓦加杜古市長。孔波雷原為爭取民主和進步大會的重要成員，但他於2014年離黨，並參與組建反對黨爭取進步人民運動。他在2016年1月至2019年1月間擔任布基納法索內部安全國務部長，並於2016年1月至2017年2月擔任領土管理部部長。

## 經歷
孔波雷出生於布吉納法索首都瓦加杜古，並於1995年成為該市市長。爭取民主和進步大會為布吉納法索執政黨時，他曾是該黨的重要成員，並於1997年出任該黨秘書長。2000年，他再次被選為瓦加杜古市長，並在2002年5月的議會選舉中當選為國民議會議員。他於2005年再度當選瓦加杜古市長，並在2007年5月的議會選舉中再次當選國民議會議員。
2014年1月6日，孔波雷與其他一些黨內知名人士聲稱爭取民主和進步大會的運作方式不民主且“具有破壞性”，宣布退出該黨。他們還對該黨修改憲法取消任期限制的計劃表示反對。一旦修憲成功，時任總統布萊斯·孔波雷將可能在2015年競選連任。一些從民主與進步大會退黨的著名人士於2014年1月25日組建了一個新的反對黨——爭取進步人民運動，由羅克·馬克·克里斯蒂安·卡波雷擔任主席，西蒙·孔波雷擔任第二副主席。
卡波雷當選布基納法索總統後，西蒙·孔波雷於2016年1月12日被任命為政府領土管理部部長和內部安全國務部長。幾天後的1月15日，伊斯蘭武裝分子對瓦加杜古的一家旅館發動了恐怖襲擊，這也是孔波雷上任後面臨的第一件國內安全危機。
在2017年2月20日任命的新一屆政府官員中，孔波雷的職責有所減少。西梅翁·薩瓦多戈接替孔波雷擔任領土管理部長，但孔波雷仍留在政府中擔任內部安全國務部長。